# Jüdischer Friedhof (Gelsenkirchen-Ückendorf)

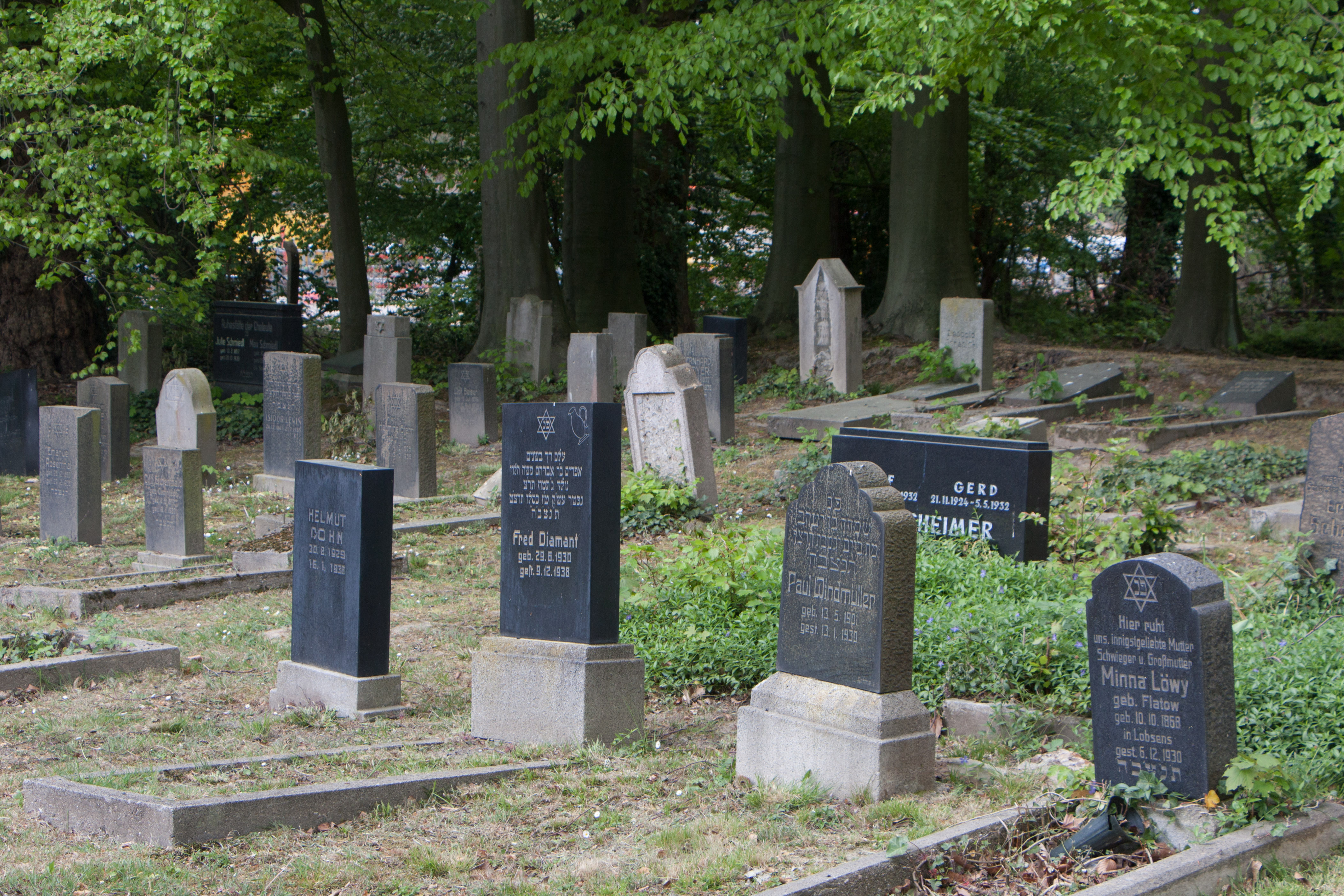
Jüdischer Friedhof Gelsenkirchen-Ückendorf (2020)

Der Jüdische Friedhof Gelsenkirchen-Ückendorf befindet sich in der kreisfreien Stadt Gelsenkirchen in Nordrhein-Westfalen. 
Der jüdische Friedhof liegt im Stadtteil Ückendorf in der Osterfeldstraße neben dem Südfriedhof. Auf dem Friedhof, der seit 1927 belegt wird, befinden sich ca. 200 Grabsteine.